# Niwki (rejon rudniański)
Niwki (ros. Нивки) – wieś (ros. деревня, trb. dieriewnia) w zachodniej Rosji, w osiedlu wiejskim Ponizowskoje rejonu rudniańskiego w obwodzie smoleńskim.

## Geografia
Miejscowość położona jest nad rzeką Rutawiecz, 10 km od granicy z Białorusią, przy drodze regionalnej 66N-1624 (66K-30 – Niwki), 2,5 km od drogi regionalnej 66K-30 (Diemidow – Ponizowje – Zaozierje), 8,5 km od centrum administracyjnego osiedla wiejskiego (wieś Ponizowje), 29 km od centrum administracyjnego rejonu (Rudnia), 75,5 km od Smoleńska.
W granicach miejscowości znajdują się ulice: Centralnaja, Wostocznaja, Zapadnaja.

## Historia
W czasie II wojny światowej od lipca 1941 roku wieś była okupowana przez hitlerowców. Wyzwolenie nastąpiło w październiku 1943 roku.
Uchwałą z dnia 20 grudnia 2018 roku w skład jednostki administracyjnej Ponizowskoje weszły wszystkie miejscowości zlikwidowanego osiedla wiejskiego Klarinowskoje (w tym Niwki).

## Demografia
W 2010 r. miejscowość zamieszkiwało 41 osób.